# 潘良时
潘良时（1956年10月—），河北清河人。中国人民解放军中将，中国共产党第十八届中央委员会候补委员。

## 生平
中国人民解放军炮兵学院炮兵指挥专业大专毕业，国防大学联合战役学专业在职研究生，联合战役学硕士。1972年12月入伍。中国共产党党员。历任排长、连长、营长、团参谋长、副处长、处长，陆军第四十集团军炮兵旅旅长，陆军第四十集团军副参谋长、参谋长，陆军第三十九集团军参谋长。2007年9月任陆军第三十九集团军军长，2013年12月任北京卫戍区司令员，2015年2月兼任中共北京市委常委。2016年7月，任新建立的中国人民解放军陆军副司令员。2017年3月，卸任北京市委常委。
2015年7月晋升中国人民解放军中将。